# 梅里哈·伊斯麦洛卢
梅里哈（英語：Meliha İsmailoğlu，1993年9月17日—），土耳其女子排球運動員，司職主攻手。現時效力於土超豪門球隊瓦基弗银行女排俱乐部。
在2014年開始成為土耳其國家女子排球隊一員。她代表土耳其在出戰2018年世界女排聯賽奪得銀牌。

## 獎項

### 俱樂部
- 2014年土耳其杯： - 金牌（費內巴切女排俱樂部）
- 2014-15赛季土耳其女排超級聯賽： - 金牌（費內巴切女排俱樂部）
- 2015年土耳其杯： - 金牌（費內巴切女排俱樂部）
- 2015–16赛季歐洲女排聯賽冠軍盃： - 銅牌（費內巴切女排俱樂部）
- 2016年土耳其杯： - 金牌（費內巴切女排俱樂部）
- 2017-18赛季土耳其女排超級聯賽： - 銀牌（伊薩奇巴希女排俱樂部）
- 2018年土耳其冠軍杯： - 金牌（伊薩奇巴希女排俱樂部）
- 2018年土耳其杯： - 金牌（伊薩奇巴希女排俱樂部）
- 2018-19赛季土耳其女排超級聯賽： - 銀牌（伊薩奇巴希女排俱樂部）

### 國家隊
- 2015年瑞士女排精英賽： - 金牌
- 2015年歐洲運動會： - 金牌
- 2018年世界女排聯賽： - 銀牌
- 2019年歐洲女子排球錦標賽： - 銀牌